# Servei de xarxa social

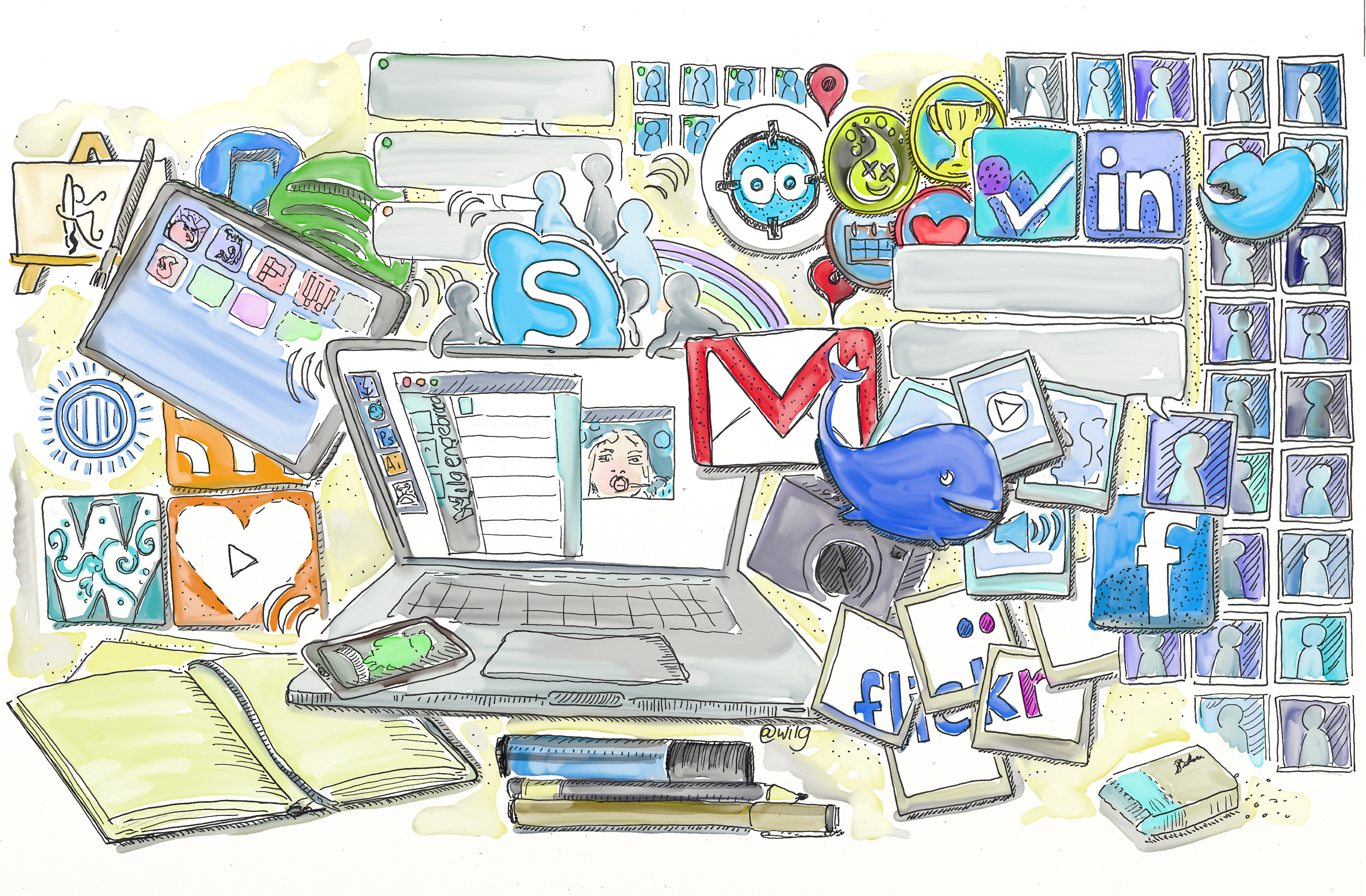
Il·lustracions que mostren diverses icones d'alguns serveis populars de xarxes socials

Un servei de xarxa social és una plataforma per construir xarxes socials o relacions socials entre persones que comparteixen interessos, activitats, orígens o connexions a la vida real.

## Definició
La varietat de serveis de xarxa social independents i integrats disponibles a l'espai en línia en complica la definició del concepte. No obstant això, tots tenen unes característiques comunes:
1. Els serveis de xarxa social són aplicacions basades en el Web 2.0.[1]
2. La base dels serveis de xarxa social és el contingut generat per l'usuari[1]
3. Els usuaris poden crear perfils específics pel web o aplicació que són dissenyats i mantinguts pel mateix servei de xarxa social.[1][2]
4. Els serveis de xarxa social faciliten el desenvolupament de xarxes socials en línia a través de la connexió entre perfils d'usuaris i/o grups.[1]

La majoria de serveis de xarxa social estan establerts al web i proporcionen mitjans als usuaris per interactuar a Internet, com un correu electrònic o missatgeria instantània. Els serveis de xarxa social són variats i incorporen nova informació i eines de comunicació com connectivitat mòbil, compartició de fotografies i vídeos i servei de blogs. Els serveis de comunitats en línia de vegades es consideren un servei de xarxa social. No obstant això, en sentit ampli, un servei de xarxa social sol ser un servei centrat en l'individu on els serveis de comunitats en línia estan centrats en grups. Els serveis de xarxa social permeten als usuaris de compartir idees, fotografies, publicacions, activitats, esdeveniments i interessos amb les persones de la seva xarxa.
Els principals tipus de serveis de xarxa social són aquells que contenen llocs categòrics (com els companys de classe), mitjans per connectar amb els amics (normalment a partir de pàgines d'autodescripció) i un sistema de recomanacions. Els més populars en l'actualitat són serveis basats als Estats Units com Facebook, Google+, LinkedIn, Instagram, Pinterest, Vine, Tumblr, i Twitter, que són molt usats a nivell mundial, tot i que n'hi ha de molts altres. Els serveis de xarxa social es poden dividir en tres tipus: aquells que estan orientats principalment a socialitzar amb els amics actuals (per exemple, Facebook); aquells basats principalment en la comunicació interpersonal no social (per exemple, LinkedIn); i aquells que es fan servir bàsicament per ajudar usuaris a trobar informació específica o recursos (per exemple, Goodreads per a llibres).
Hi ha hagut intents d'estandarditzar aquests serveis per evitar la necessitat de duplicar entrades d'amics i interessos (estàndard FOAF). Un estudi va revelar que l'Índia havia aconseguit el creixement més gran en termes d'usuaris de serveis de xarxa social el 2013. Una enquesta del 2013 va descobrir que el 73% dels adults estatunidencs fa servir serveis de xarxa social.

## Origen
Al voltant del 2001 i del 2002 van començar a fomentar-se les xarxes socials. Però no va ser fins al 2003 amb l'aparició de Myspace, Friendster i Tribe que es van popularitzar aquestes xarxes. Ràpidament algunes empreses ingressaren en les xarxes socials com Google, el qual, el gener de 2004 va llençar Orkut recolzant un experiment que un dels seus empleats realitzava durant el seu temps lliure. Això no es va acabar aquí i el 2005 van ingressar també Yahoo! 360° i altres. Bàsicament el funcionament comença quan, una vegada muntat el suport tècnic, un grup d'iniciadors inviten a amics i coneguts a formar part de la xarxa social, cada membre nou pot portar-se amb ell molts més membres fent el creixement exponencial de la xarxa social.

## Tecnologies
El principal objectiu de les xarxes socials és facilitar l'addició dels seus membres i així constituir-se com a agent social. Les tecnologies i aplicacions associades a les xarxes socials tenen com a principal objectiu cercar i compartir informació de tota classe. Es poden dividir en tres grans grups:

### Facilitadors d'intercanvi d'informació
- Xat
- Correu electrònic
- Gestió de continguts multimèdia (àudio, vídeo, fotografies, etc.)

Les tecnologies facilitadores de l'intercanvi d'informació fan possible la comunicació amb els diferents membres de la xarxa social, tant verbal com gràficament. Com que l'accés a totes les xarxes socials és mitjançant un navegador web, es poden aprofitar els recursos i protocols d'Internet, com el xat, el correu electrònic o la gestió de continguts multimèdia per adaptar-les a l'entorn de les xarxes socials.

### Sistemes de recomanació
Una part molt important de les xarxes socials són els sistemes de recomanació. Aquests algorismes fan que els continguts demandats s'adaptin als gustos de l'usuari. Les recomanacions es basen en dos tipus d'informació:
- L'explícita. És directament facilitada per l'usuari mitjançant el seu perfil.
- La implícita. És l'extracció no trivial d'informació que resideix de manera implícita en les bases de dades (data mining). És informació que l'usuari no ha facilitat directament. Per exemple, la informació basada d'usuaris amb perfil semblant al subjecte en qüestió, sistemes d'aprenentatge, sistemes basats en puntuació, etc.

### Complementaris orientats a la temàtica específica
Per acabar comentar que els sistemes complementaris orientats a la temàtica específica varien en funció de la xarxa social i són adaptats a la interfície d'usuari. Són petites aplicacions que faciliten a l'usuari la navegació web per entreteniment o la cerca d'informació, entre d'altres.

## Xarxa social i Publicitat
Les xarxes socials permeten a les marques fer publicitat segmentada, ja que els usuaris defineixen els seus gustos, preferències, aficions i il·lusions en els seus perfils. Basant-se en aquests perfils els sistema pot mostrar la publicitat més rellevant per a cada usuari o grups d'usuaris amb gustos semblants.
Les xarxes socials permeten:
- Hyper-Targeted Advertising: habilitat per crear perfils molt específics d'usuaris i mostrar publicitat personalitzada, o segmentada per grups d'usuaris similars.
- Compra social (Social Shopping): els consumidors recomanen, puntuen i compren productes en un entorn de xarxes socials.
- Social Search: utilitzen informació sobre el que han buscat o trobat els contactes d'un usuari per filtrar els resultats obtinguts d'una cerca a Internet.
- Les xarxes socials són un estudi del mercat en moviment. Per això, permet a les marques i empreses conèixer millor (edat, sexe, interessos, gustos i aficions) als consumidors dels seus productes i fer publicitat basant-se en aquests aspectes.

Les eines publicitàries poden ser banners o també és possible vincular les marques amb els usuaris a través d'aplicacions. A més, permeten vincular una marca a través d'interessos i no solament amb una paraula clau. Fenomen patrocinador: incorporació de la marca favorita d'un usuari al seu perfil personal. L'usuari té la possibilitat d'obtenir permisos i sumar punts.

## Xarxa social i Educació
Les xarxes socials (SNS, per Social Networking Sites en anglès) són molt popular entre els estudiants, nadius digitals, sovint experts en l'ús de Facebook, Myspace, Twitter i tantes altres plataformes. Se sap que aquestes eines faciliten l'intercanvi d'informació i la creació de grups i comunitats, així com la interacció entre estudiants i professors.
D'acord amb la teoria de la participació d'Astin, l'aprenentatge millora substancialment quan els aprenents estan implicats tant en els aspectes acadèmics com socials de l'experiència educativa. L'autor defineix la implicació de l'estudiant com “la quantitat d'energia física i psíquica que dedica a l'experiència acadèmica” i declara que la qualitat i la quantitat de la participació influencia l'aprenentatge. Els professors, per la seva banda, han de ser conscients de la qualitat i la quantitat d'energia que ells posen en l'ensenyament, i també han de buscar aquells mètodes que sàpiguen captar l'interès i l'energia dels alumnes. D'aquí es desprèn que l'ús de les xarxes socials tingui una àmplia acceptació en el món acadèmic universitari.
Tot i això, les eines relacionades amb la Web 2.0, com ara blogs, wikis, marcadors socials, mons virtuals, Youtube, Flick i les SNS sovint són ignorades pels professors. Carosu & Salaway expliquen com l'adopció d'aquestes eines en l'educació és encara bastant desconeguda. En canvi, existeixen a la major part d'universitats sistemes de gestió de cursos (CMS), que normalment són evitats pels estudiants i no arriben a cobrir es seus objectius perquè totes les seves utilitats ja són usades pels alumnes mitjançant les xarxes socials. En efecte, sistemes com el Moodle o Blackboard no complirien els paràmetres d'acceptabilitat segons el Technology Acceptance Model, TAM, ja que als estudiants no els agrada la seva interfície per navegar i els troben difícils de fer servir. Diversos estudis qüestionen l'ús d'aquestes eines institucionals de gestió acadèmica que no són acceptades pels estudiants, i n'expliquen les raons del poc èxit. Alguns autors han proposat l'ús de Facebook com a CSM, i els resultats experimentals que han obtingut demostren que el sistema té unes perspectives de futur molt més brillants que les plataformes acadèmiques pròpiament dites com a gestors de continguts i estructura d'aula.
L'interès dels investigadors i acadèmics pel paper de la tecnologia, i molt especialment de les SNS, en l'educació universitària s'està incrementant, així com el nombre d'estudis dedicats al tema. La importància que tenen els processos socials d'aprenentatge i les diverses formes d'emprar els SNS per millorar l'ensenyament i l'aprenentatge es ressalten a Dunlap & Lowenthal.

### Plataformes de SNS amb projecció educativa
Molts articles estudien les possibilitats de Facebook en l'aprenentatge, tant a nivell universitari com entre els adolescents, analitzant tant el seu possible impacti cognitiu com les oportunitats que ofereix per l'elaboració de recursos educatius.
Pel que fa a Twitter, el seu impacte en l'educació també ha estat profusament tractat. Tot i això, Junco et al. sostenen que l'ús de Twitter esperona la col·laboració en línia d'alguns estudiants que d'una altra manera no participarien de manera activa. De manera semblant, Rankin fa notar que la integració de Twitter com a eina de comunicació ha permès a molts més estudiants participar en les discussions de classe que abans. D'altra banda, existeix un recurs educatiu basat en Twitter, Twiducate, que aprofita les capacitats d'interconnexió d'aquesta xarxa social i les orienta explícitament a l'educació.

### Avantatges de l'ús dels SNS en l'educació
Luo & Gao exposen els avantatges que els propis estudiants perceben en l'ús de les plataformes de xarxes socials en l'educació, i que es poden resumir en la millora del compromís en la classe i la interactivitat, així com el foment de l'aprenentatge col·laboratiu i informal.
- Implicació de l'estudiant. Els estudiants reconeixen l'ús de les xarxes socials com una forma molt potent d'implicació, especialment aquells que són més tímids i tenen menys empenta per participar en la interacció cara a cara de la classe presencial. A més, els estudiants ressalten com a qualitat important l'omnipresència d'aquests mitjans, que els permet preguntar el que volen i quan volen, de la mateixa manera que els professors poden contestar en qualsevol moment. Un altre aspecte que es recalca és el sentiment de novetat que hi ha encara al voltant d'aquestes tecnologies, que n'afavoreix l'ús i atrau la implicació.
- Interactivitat. Es constata el valor del microblogging per millorar la interactivitat dels estudiants. Sis de cada deu van reconèixer que aquesta tècnica incrementa la interacció estudiant-estudiant i estudiant-professor.
- Aprenentatge col·laboratiu. El mircroblogging també pot motivar els estudiants a pensar i participar activament en una sessió de pluja d'idees, o treball en comú per resoldre un problema. Entre altres coses, aquestes eines afavoreixen la col·laboració d'un nombre molt més elevat de persones i, per tant, hi ha més possibilitats d'obtenir idees diverses per resoldre un problema.
- Aprenentatge informal. Els estudiants comenten la vàlua d'usar els SNS per activitats relacionades amb l'aprenentatge informal, o més enllà de les classes. D'aquesta manera, un cop acabada la sessió a l'aula, encara es poden compartir recursos, pensaments o idees noves sobre el tema que s'ha tractat.

Tot i aquests aspectes que s'acaben d'apuntar, l'interès creixent que el tema desperta entre educadors i la quantitat de literatura que s'està generant entre els investigadors, el tema de l'ús i influència dels SNS en l'educació té encara un llarg recorregut per fer. Conèixer les possibles millores educatives que pot portar el microblogging, així com optimitzar el disseny d'activitats d'aula basades en aquestes eines resta encara com un repte per als pedagogs i investigadors de diverses àrees.

### Implementar les xarxes socials a les aules
L'espai d'ensenyament on es troba representada la Web 2.0 i en concret les xarxes socials és l'Escola 2.0, que s'està implementant als centres des de fa uns quants anys. Es tracta d'un procés molt jove, i la valoració que s'està fent sobre la instauració d'aquesta nova metodologia d'aprenentatge i el sistema dels professionals que hi treballen no està essent òptima. El fet de treballar amb el sistema web 2.0 no vol dir treballar amb un ordinador, és un concepte de formació nou, de treball col·laboratiu, de participació activa per part de l'alumne, d'una comunicació directe alumne-professor, flexibilitat a l'hora de treballar, no-obligació de tenir un punt de trobada físic, etc.
Zamarrazo & Amorós, entre d'altres, han establert una serie de conceptes que s'han de tenir clars en el moment d'implementar les xarxes socials, en concret, o el concepte Web 2.0 en l'ensenyament:
- Canvi del rol de l'educador. L'educador és el primer que ha d'estar format i ha d'acceptar i integrar un canvi en la seva manera d'ensenyar. Amb aquest nou concepte, deixa d'existir una transmissió unidireccional de conceptes mestre-alumne. A partir d'ara la tasca de l'educador és guiar, orientar i preparar camins  perquè el mateix alumne assoleixi els coneixements.

- Canvi de rol de l'educant. L'alumne ja no pot esperar que el mestre li digui què ha de fer o aprendre, ara ha d'arribar al coneixement per ell mateix. Ha de tenir una participació i implicació activa en la seva pròpia formació.

- De l'ensenyança tradicional al creador de coneixements i investigació. A través del constructivisme (aprenentatge actiu i investigació per part de l'alumne) s'ha de dissenyar un model que motivi a l'aprenentatge orientant a manera de pistes els objectius per aconseguir l'èxit.

- Canvi de metodologia i nous estils d'aprenentatge. A l'hora d'implementar les xarxes socials en el procés d'ensenyament, és bàsic posar en pràctica aquest canvi de metodologia del qual estem parlant: procés d'aprenentatge-ensenyament de professorat i alumnes, en les metodologies que s'apliquen i s'han de generar nous estils d'aprenentatge.

- Formació docent. Disposar de molts recursos no serveix de res sinó s'aconsegueix canviar el model tradicional del professorat. S'ha d'abandonar l'ensenyament clàssic i estimular l'ús d'eines i noves tecnologies.

- Desenvolupament de noves competències. En aquest sentit cal seguir estimulant la creació i desenvolupament de noves competències i habilitats per convertir en coneixements la informació de la qual disposem.

Garrido Pelegrín (2016) confecciona un quadre-resum d'algunes de les xarxes més utilitzades en l'àmbit escolar. Com es pot veure moltes d'elles poden tenir un ús a les aules i ser una font interessant de recursos, tot i que inicialment no estaven pensades per aquesta finalitat. No s'inclouen altres xarxes socials de gran difusió, com Linkedin o Slideshare, que tenen una projecció més dirigida a l'àmbit professional i empresarial, tot i que l'Slideshare pot ser una eina de treball per a les escoles, si convé.
|                        | NING | EDMODO | ELGG |
| ---------------------- | --- | --- | --- |
| Característiques       | És una plataforma per crear la teva pròpia xarxa social o participar en altres xarxes socials ja creades per altres persones. | És una plataforma basada en el microblogging que permet la comunicació entre els alumnes i els mestres en un entorn tancat i privat. | És una plataforma de serveis de xarxa social de codi obert que ofereix Blogueo, treball en xarxa, comunitat, recol·lecció de notícies via feeds i intercanvi d'arxius. |
| Principals diferències | Edat mínima recomanada dels alumnes: 13 anys. No és gratuïta. | Dissenyat específicament per educació i es pot utilitzar per alumnes de qualsevol edat. És gratuïta. | Es pot utilitzar per alumnes de qualsevol edat. És gratuïta. Tot pot ser catalogat mitjançant tags (etiquetes). |
| Utilitat a l'aula      | Com que permet crear subgrups privats dins de la xarxa és interessant per treballar projectes amb grups i que tinguin el seu espai privat i en línia per compartir la informació del treball, fotografies, enllaços interessants, etc. | És interessant l'apartat que permet al mestre elaborar exàmens tipus test i que els alumnes els puguin fer en línia i obtenir automàticament la qualificació. A més a més els pares tenen accés restringit per tal que puguin fer un seguiment de l'evolució del seu fill o filla. | És interessant per l'aula l'apartat de les piulade junt amb l'ús de les etiquetes. D'aquesta manera els alumnes poden familiaritzar-se en un entorn tancat amb el sistema del microblogging i que a la vegada sigui útil per a la classe. Per exemple, la mestra pactaria els tags i els alumnes haurien d'escriure sobre allò. |

|                        | TWITTER | INSTAGRAM | FACEBOOK |
| ---------------------- | --- | --- | --- |
| Característiques       | És un servei de microblogging que permet els seus usuaris enviar i llegir missatges de text d'una longitud màxima de 140 caràcters (denominats piulades o tuits). | És una xarxa social que serveix per compartir imatges i vídeos, amb una durada màxima de 15 segons. L'aplicació permet als usuaris fer fotografies, aplicar filtres i marcs si es desitja i, finalment, mostrar-les a les seves amistats o seguidors. | És una xarxa social que permet afegir gent com a amics, i enviar-los missatges i compartir enllaços, fotografies i vídeos, entre altres coses. |
| Principals diferències | L'objectiu és compartir un missatge, informació, crítica, etc. La llargada del text està limitada. | L'objectiu principal és la publicació de la imatge o el vídeo i no tant el missatge. La llargada del text és il·limitada. | L'objectiu principal tant pot ser el missatge com la imatge. La llargada del text és il·limitada. |
| Utilitat a l'aula      | Si es vol que els alumnes investiguin sobre l'última hora d'una notícia d'actualitat es pot fer a través d'aquesta xarxa social. Un cop els alumnes tenen el seu tuit d'última hora es pot fer un debat per seleccionar aquell que pot tenir més credibilitat en funció del perfil de l'usuari que ho ha escrit. D'aquesta manera treballem també la recerca de la bona informació i la capacitat crítica de l'alumne. | Es podria fer un perfil de classe a Instagram i que no seguís a ningú però en canvi que tingués com a seguidors a tots els alumnes de la classe. D'aquesta manera els alumnes podrien publicar imatges interessants que pactessin amb la mestra. Per exemple, la mestra podria demanar-los imatges sobre figures amb forma de cub que puguin trobar a l'entorn i que els alumnes les publiquessin al compte d'Instagram de classe. Després, a classe, quan haguessin acabat, totes es posarien en comú i es podria valorar també el hashtag més original. | Aprofitant l'opció dels grups que permet fer Facebook es podria crear un de classe i anar publicant allà tot el relacionat estrictament amb els dubtes relacionats amb les àrees. Allà els mateixos alumnes s'anirien ajudant i resolent els dubtes. El mestre evidentment aniria observant però sense intervenir. En tot cas ho faria a classe si observés que un dubte s'ha resolt de forma equivocada. D'aquesta manera els alumnes tindrien un espai de dubtes en què es podrien ajudar i es fomentaria la companyonia i l'ús responsable de les xarxes socials. |

Xenia Garrido Pelegrin. Quadre comparatiu xarxes socials.
En conclusió, la implementació de l'ús de les xarxes socials i tot el paquet d'eines 2.0 a les escoles, només són paraules si no s'aconsegueix revolucionar i donar la volta al sistema educatiu tradicional. S'ha de treballar en tres fronts diferents: formació del professorat, formació de l'alumnat i facilitar eines al mateix temps que s'aplica un canvi radical de filosofia. L'aprenentatge deixa de ser un procés personal per ser un procés comú basat en compartir i participar implicant a tota la comunitat educativa.

## Seguretat i xarxes socials
Les xarxes socials ofereixen serveis útils i pràctics de franc. Això fa que s'hagin de tenir en compte una sèrie de perills a l'hora d'utilitzar les plataformes. En aquest sentit, els riscos són inherents a l'ús de les plataformes, no necessàriament al contingut de les mateixes. Cal instaurar mesures de privacitat digital i s'han de diferenciar dos àmbits diferents:
- D'una banda, separar els diferents usos de les xarxes: ús personal, ús docent o, si és el cas, ús professional.
- Preservar espais de privacitat, és important treballar en grups tancats, per impedir o dificultar l'accés al nostre “espai de treball” per part de persones alienes.

Un estudi del 2018 del Centre d'Investigacions Sociològiques trobà que un quart dels enquestats es penedia d'haver publicat quelcom als serveis de xarxes socials.